# Pneumatopteris imbricata
Pneumatopteris imbricata är en kärrbräkenväxtart som beskrevs av Holtt. Pneumatopteris imbricata ingår i släktet Pneumatopteris och familjen Thelypteridaceae. Inga underarter finns listade.